# Dissoluzione dell'Impero ottomano

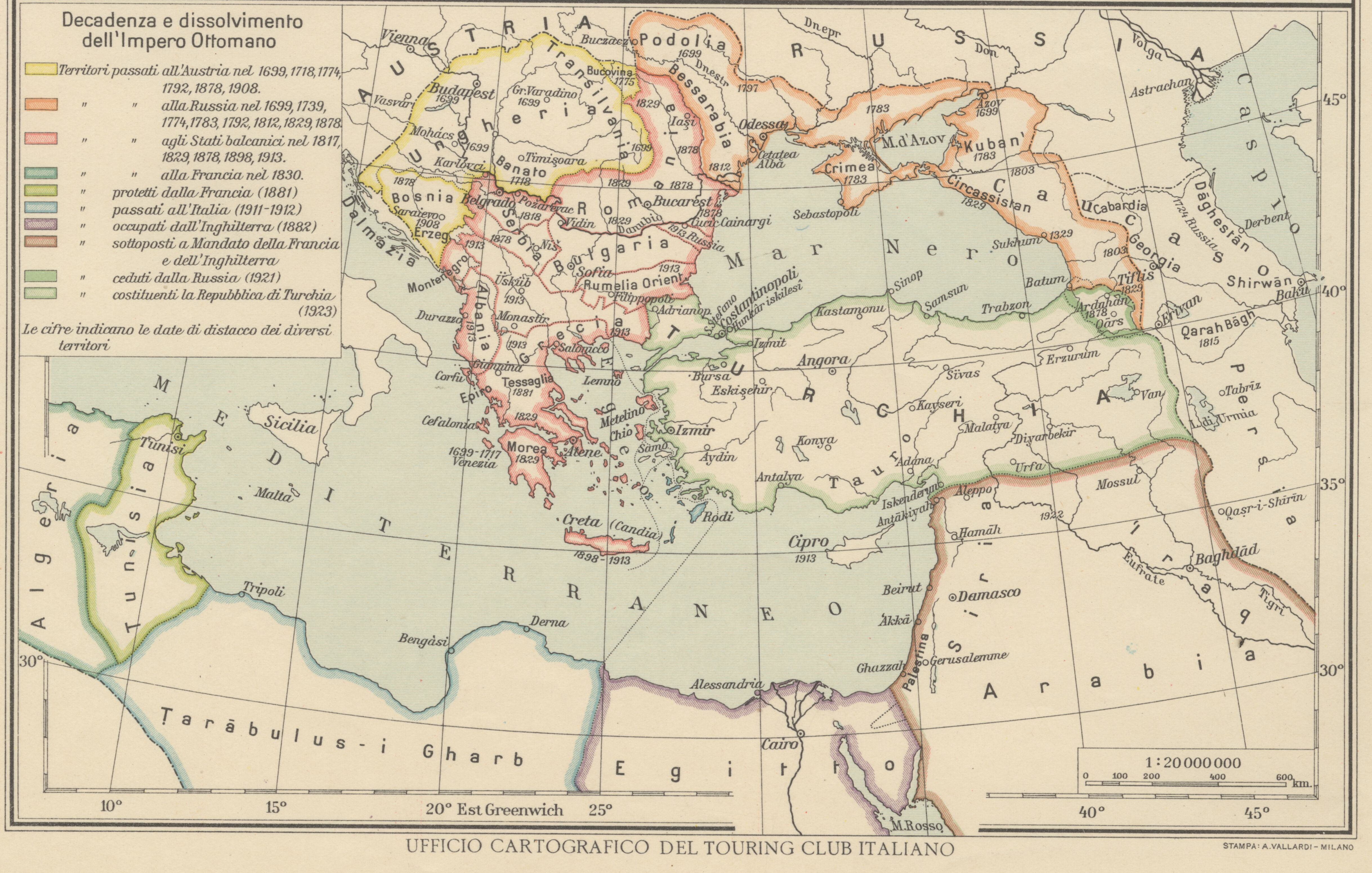
Mappa che illustra la decadenza dell'Impero ottomano

La dissoluzione dell'Impero ottomano (1908-1922) iniziò con la Rivoluzione dei Giovani Turchi e con la Seconda era costituzionale che ripristinò la costituzione ottomana del 1876 e introdusse una politica multipartitica con un sistema elettorale in due fasi (legge elettorale) sotto il parlamento ottomano. La costituzione offriva speranza, liberando i cittadini dell'Impero, di modernizzare le istituzioni dello Stato e sciogliere le tensioni intercomunitarie.
Inoltre, questo periodo divenne la storia del crepuscolo dell'impero. Nonostante le riforme militari, l'esercito ottomano subì disastrose sconfitte nella guerra italo-turca (1911-1912) e nelle guerre balcaniche (1912-1913), con la conseguente cacciata degli ottomani dal Nord Africa e quasi dall'Europa. I continui disordini che portarono alla prima guerra mondiale furono causati dal contro-colpo di Stato ottomano del 1909, che precedette l'incidente del 31 marzo (Restaurazione del 1909), il colpo di Stato ottomano del 1912 e il colpo di Stato ottomano del 1913. La partecipazione ottomana alla prima guerra mondiale nel teatro mediorientale terminò con la spartizione dell'Impero ottomano secondo i termini del trattato di Sèvres. Tale trattato, come concepito nella conferenza di Londra, assegnava allo Stato ottomano sia giurisdizione nominale su un territorio sia il mantenimento del titolo di califfo (uno status simile a quello concepito con i Patti Lateranensi nel 1929 per la Città del Vaticano e il papa), il che gli avrebbe consentito di continuare a esistere, benché molto indebolito.
L'abolizione del sultanato ottomano fu attuata dalla Grande Assemblea Nazionale Turca il 1º novembre 1922. Il Sultano fu dichiarato persona non grata dalle terre che erano state governate dalla dinastia ottomana dal 1299 a quel momento.

## Concetti

### Conflitti politici
L'Impero non ha mai integrato economicamente le proprie conquiste e non ha mai quindi stabilito un legame vincolante con i suoi sudditi. Tra il 1828 e il 1908, l'impero cercò di mettersi al passo con l'industrializzazione e un mercato mondiale in rapida crescita riformando lo Stato e la società. L'ottomanismo, originato dal movimento dei Giovani ottomani e ispirato da Montesquieu, Rousseau e la Rivoluzione francese, promuoveva l'uguaglianza tra i millet e affermava l'uguaglianza dei suoi sudditi davanti alla legge. I fautori dell'ottomanismo credevano che l'accettazione di tutte le etnie e delle religioni separate in quanto "ottomane" potevano risolvere i problemi sociali. In seguito alle riforme del Tanzimat, furono introdotti importanti cambiamenti nella struttura dell'Impero. L'essenza del sistema del millet non fu smantellata, ma vennero stabilite organizzazioni e politiche secolari. L'istruzione primaria e la coscrizione ottomana dovevano essere applicate sia ai non musulmani che ai musulmani. Michael Hechter sostiene che l'ascesa del nazionalismo nell'Impero ottomano fu il risultato di una reazione contro i tentativi ottomani di istituire forme di governo più dirette e centrali sulle popolazioni che in precedenza avevano avuto una maggiore autonomia.

### Questioni economiche

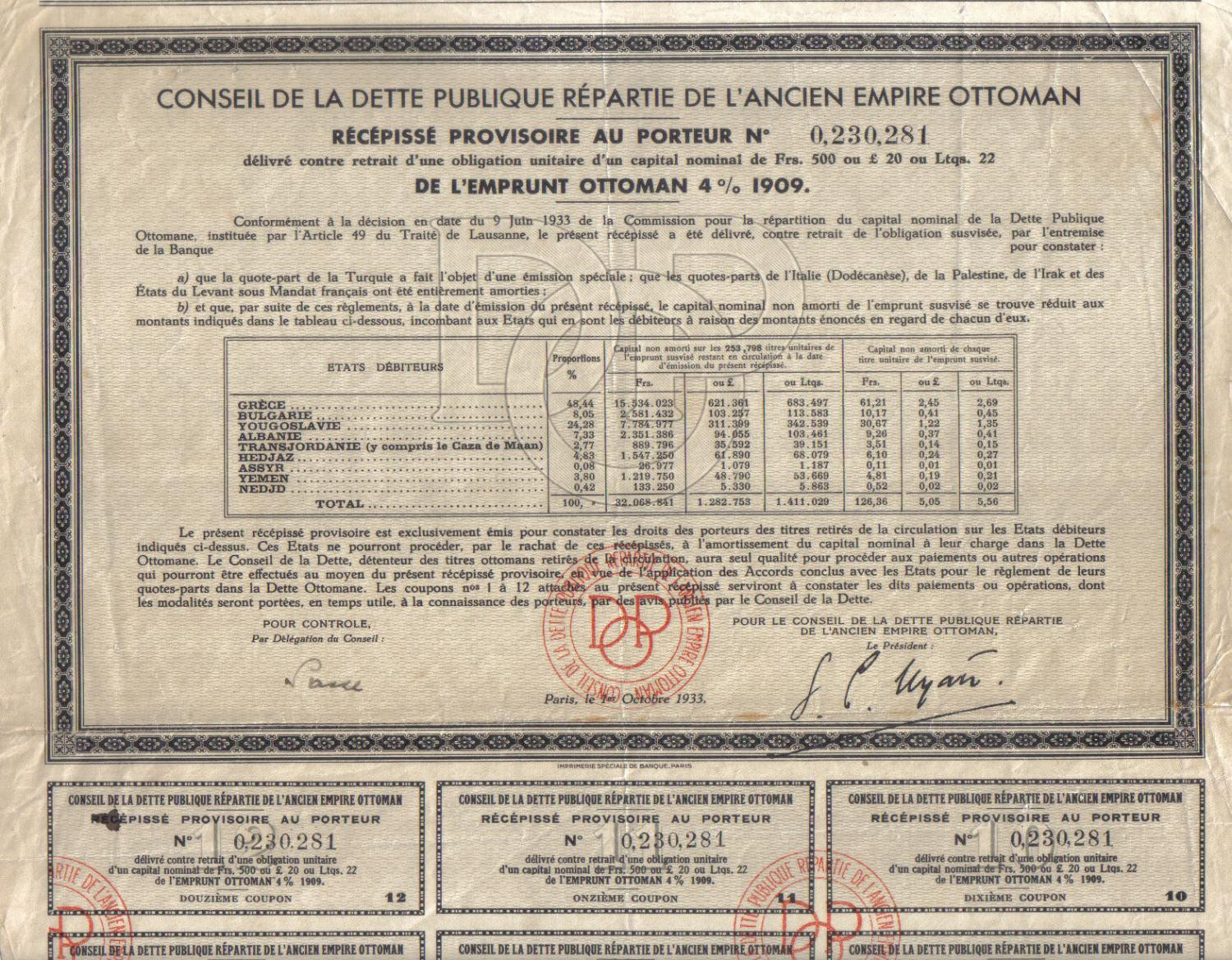
Certificato di prestito ottomano, 1933; stampa in francese.

Le Capitolazioni furono la discussione principale durante il periodo. Si credeva che l'assistenza straniera in arrivo con la capitolazione potesse beneficiare l'Impero. I funzionari ottomani, in rappresentanza di diverse giurisdizioni, cercavano tangenti in ogni occasione e trattenevano i proventi di un sistema fiscale vizioso e discriminatorio, che rovinava ogni industria in difficoltà con l'innesto e combatteva contro ogni dimostrazione di indipendenza da parte dei molti popoli sudditi dell'Impero.
Il debito pubblico ottomano faceva parte di un più ampio schema di controllo politico, attraverso il quale gli interessi commerciali del mondo avevano cercato di ottenere vantaggi che potevano non essere di interesse dell'Impero. Il debito veniva amministrato dall'Amministrazione del Debito pubblico ottomano e il suo potere veniva esteso alla Banca Imperiale Ottomana (o banca centrale). Il debito totale dell'Impero prima della guerra mondiale era di 716 milioni di dollari. La Francia ne aveva 60% del totale, la Germania il 20% e il Regno Unito ne possedeva 15%. L'amministrazione del debito ottomano controllava molte delle principali entrate dell'Impero. Il Consiglio aveva potere sugli affari finanziari; il suo controllo si estendeva anche alla determinazione della tassa sul bestiame nei distretti.

## La seconda era costituzionale 1908-1920

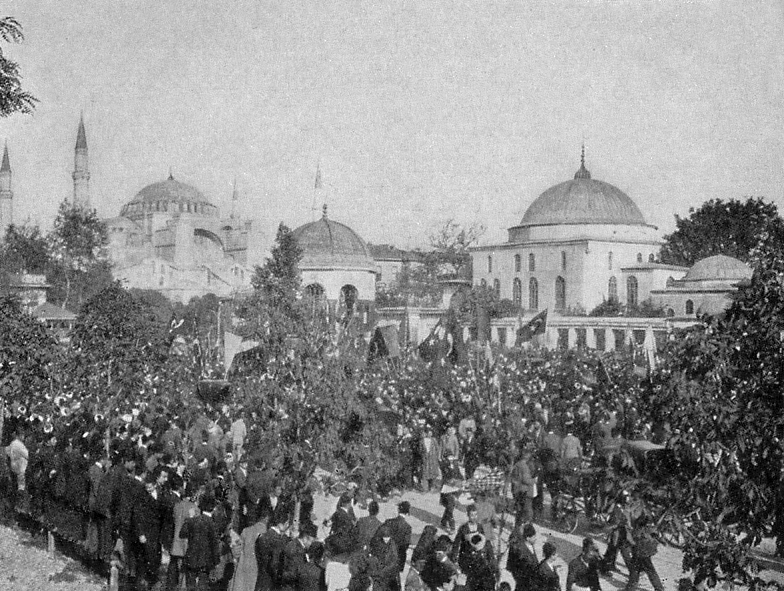
Dimostrazione pubblica durante la Rivoluzione dei Giovani Turchi nel quartiere Sultanahmet di Costantinopoli, 1908.

### 1908 - Abdul Hamid
Il sultano Abdul Hamid istituì la monarchia costituzionale nel 1876 durante la quale fu conosciuta come la Prima era costituzionale. Questo sistema fu abolito due anni dopo nel 1878.

### Rivoluzione dei Giovani turchi
Nel mese di luglio 1908, la Rivoluzione dei Giovani Turchi cambiò la struttura politica dell'impero. I Giovani Turchi si ribellarono contro il dominio assoluto del sultano Abdul Hamid II e fu stabilita la seconda era costituzionale. Il 24 Luglio 1908, Abdul Hamid II capitolò dal suo incarico e restaurò la costituzione ottomana del 1876.
La rivoluzione creò una democrazia multipartitica. Il movimento dei Giovani Turchi dichiarò i suoi partiti. Tra questi il "Comitato di Unione e Progresso" (CUP) e " Partito Libertà e Accordo" noto anche come Unione Liberale o Intesa Liberale (LU).
Vi erano partiti minori come il Partito Socialista Ottomano e partiti etnici che includevano il Partito Federativo Popolare (Sezione Bulgara), i Club Costituzionali Bulgari, il Partito Laburista Socialdemocratico Ebraico in Palestina (Poale Zion), Al-Fatat (noto anche come la Società Giovane Araba; Jam'iyat al-'Arabiya al-Fatat), il Partito ottomano per il decentramento amministrativo e gli armeni che si organizzarono sotto il Partito Armenakan, il Partito Socialdemocratico Hunchakian e la Federazione Rivoluzionaria Armena (Dashnak).
All'inizio, vi era il desiderio di rimanere uniti, e i gruppi in competizione desideravano mantenere un paese comune. L'Organizzazione Rivoluzionaria Interna della Macedonia collaborava con i membri del "CUP", e greci e bulgari si unirono sotto il secondo partito più grande, il "Partito Libertà e Accordo". L'ala federalista bulgara accolse con favore la rivoluzione e in seguito si è unì alla politica principale come Partito Federativo Popolare (Sezione Bulgara). Gli ex centralisti dell'IMRO formarono i club costituzionali bulgari e, come il PFP, parteciparono alle elezioni generali ottomane del 1908.

### Nuovo Parlamento
Le elezioni generali ottomane del 1908 furono precedute dalle campagne politiche. Nell'estate del 1908, una serie di proposte politiche furono avanzate dal CUP. La CUP dichiarava nel suo manifesto elettorale il tentativo di modernizzare lo stato riformando la finanza e l'istruzione, promuovendo i lavori pubblici e l'agricoltura, e i principi di uguaglianza e giustizia. Per quanto riguarda il nazionalismo (armeno, curdo, turco, ecc.) il CUP identificava i turchi come la "nazione dominante" attorno alla quale si doveva organizzare l'impero, non diversamente dalla posizione dei tedeschi in Austria-Ungheria. Secondo Reynolds, solo una piccola minoranza nell'Impero si occupava del panturchismo.
Le elezioni generali ottomane furono tenute in ottobre e novembre 1908. I candidati sponsorizzati dal CUP erano opposti alla LU. Quest'ultimo divenne un centro per coloro che si opponevano al CUP. Sabaheddin Bey, tornato dal suo lungo esilio, credeva che nelle province non omogenee un governo decentralizzato fosse il migliore. Il LU era mal organizzato nelle province e non riuscì a convincere i candidati di minoranza a contestare l'elezione sotto la bandiera del LU; non riuscì nemmeno a sfruttare il continuo sostegno al vecchio regime nelle aree meno sviluppate.
Nel mese di settembre 1908, viene aperta l'importante ferrovia dell'Hegiaz, la cui costruzione era iniziata nel 1900. Il dominio ottomano fu saldamente ristabilito a Hejaz e Yemen con la ferrovia da Damasco a Medina. Storicamente, l'interno dell'Arabia era per lo più controllato ponendo un gruppo tribale contro un altro. Quando terminò la ferrovia, i fondamentalisti islamici wahabiti oppositori si riaffermarono sotto la guida politica di Abdul al-Aziz Ibn Saud.
Le comunità cristiane dei Balcani sentivano che il CUP non rappresentava più le loro aspirazioni. Avevano già sentito gli argomenti del CUP, nell'ambito delle riforme Tanzimat:
Il sistema divenne multiforme, con la coesistenza di strutture vecchie e nuove, fino a quando il CUP non prese il pieno controllo del governo nel 1913 e, sotto il caos del cambiamento, il potere fu esercitato senza un'autorità.

### Annessioni
La dichiarazione di indipendenza bulgara de jure del 5 ottobre dall'Impero fu proclamata nella vecchia capitale Tarnovo dal principe Ferdinando di Bulgaria, che in seguito prese il titolo di "Zar".
La crisi bosniaca del 6 ottobre 1908 scoppiò quando l'Austria-Ungheria annunciò l'annessione della Bosnia-Erzegovina, territorio formalmente sotto la sovranità dell'impero. Questa azione unilaterale fu programmata per farla coincidere con la dichiarazione di indipendenza della Bulgaria (5 ottobre) dall'impero. L'Impero ottomano protestò contro la dichiarazione della Bulgaria con più vigore rispetto all'annessione della Bosnia-Erzegovina, che non presentava prospettive pratiche di governo. Si verificò un boicottaggio delle merci e dei negozi austro-ungarici, causando perdite commerciali di oltre 100.000.000 corone sull'Austria-Ungheria. L'Austria-Ungheria accettò di pagare gli ottomani di ₤ 2.2 milioni per il suolo pubblico in Bosnia-Erzegovina. L'indipendenza della Bulgaria non poteva essere annullata.

Subito dopo la rivoluzione del 1908, i deputati cretesi dichiararono l'enōsis con la Grecia. Il 1908 si concluse con la questione ancora irrisolta tra l'Impero e i Cretesi. Nel 1909, dopo che il parlamento aveva eletto la sua struttura di governo (primo gabinetto), la maggioranza del CUP decise che qualora si fosse mantenuto l'ordine e rispettato i diritti dei musulmani la questione sarebbe stata risolta attraverso i negoziati.

#### Governo del CUP
Il Senato dell'Impero ottomano fu aperto dal Sultano il 17 dicembre 1908. Il nuovo anno si aprì con i risultati delle elezioni del 1908 e della Camera dei deputati riunita il 30 Gennaio 1909. Il CUP aveva bisogno di una strategia per realizzare i propri ideali ottomanisti. Il compito di fermare il crollo dell'Impero divenne il fardello del CUP, detentore dei seggi di maggioranza. Tuttavia, il nuovo sistema sarebbe arrivato troppo tardi per avere un impatto. L'Impero era già in costante conflitto e mancavano solo quattro anni prima dello scoppio della grande guerra.

Nel 1909, le leggi sull'ordine pubblico e la polizia non erano in grado di mantenere l'ordine; i manifestanti erano pronti a rischiare le rappresaglie per esprimere le loro rimostranze. Nei tre mesi successivi all'inaugurazione del nuovo regime ci furono più di 100 scioperi, che costituivano i tre quarti della forza lavoro dell'Impero, principalmente a Costantinopoli e Salonicco. Durante gli scioperi precedenti (le rivolte fiscali anatoliche nel 1905-1907) il Sultano rimase al di sopra delle critiche mentre i burocrati e amministratori furono ritenuti corrotti; questa volta il CUP si prese la responsabilità. Nel parlamento LU accusò il CUP di autoritarismo. I Gran Visir di Abdul Hamid Said e Kamil Pascià e il suo ministro degli esteri Tevfik Pascià continuarono la loro autorità. Erano adesso indipendenti dal Sultano e stavano prendendo delle misure per rafforzare la Porta contro le invasioni sia del Palazzo che del CUP. Said e Kamil erano tuttavia uomini del vecchio regime.
Dopo nove mesi dall'inizio del nuovo governo, il malcontento trovò espressione in un movimento fondamentalista che tentò di smantellare la Costituzione e ripristinarla con una monarchia. Il contro-colpo di Stato ottomano del 1909 prese piede quando il sultano promise di ripristinare il Califfato, di eliminare le politiche secolari e di ripristinare lo stato della legge islamica, come affermavano le truppe ribelli. Il CUP aveva anche eliminato il tempo per l'osservanza religiosa. Sfortunatamente per i sostenitori del governo parlamentare rappresentativo, il 13 aprile 1909 scoppiarono manifestazioni di ribellione da parte dei diseredati ufficiali del reggimento, che portò al crollo del governo. Il 27 aprile 1909 il contro-colpo di Stato dell'aprile 1909 represse l'incidente del 31 marzo con l'11ª divisione di fanteria della riserva di Salonicco della terza armata. Alcuni dei leader dell'ala federalista bulgara come Sandanski e Chernopeev parteciparono alla marcia sulla Capitale per deporre il "tentativo di smantellare la costituzione". Abdul Hamid II fu rimosso dal trono e Mehmed V divenne sultano.
Gli albanesi di Tirana e di Elbassan, dove si diffuse il Risveglio Nazionale albanese, furono tra i primi gruppi ad aderire al movimento costituzionale nella speranza di guadagnare l'autonomia del loro popolo all'interno dell'impero. Tuttavia, a causa dello spostamento dei confini nazionali nei Balcani, gli albanesi furono emarginati come popolo senza nazione. Il fattore più significativo che unisce gli albanesi, la loro lingua parlata, mancava di una forma letteraria standard e persino di un alfabeto standard. Sotto il nuovo regime il divieto ottomano delle scuole di lingua albanese e di scrivere in lingua albanese venne revocato. Il nuovo regime fece anche appello alla solidarietà islamica per rompere l'unità degli albanesi e usò il clero musulmano per cercare di imporre l'alfabeto arabo. Gli albanesi rifiutarono di sottomettersi alla campagna per "ottomanizzarli" con la forza. Di conseguenza, l'incontro degli intellettuali albanesi, il congresso di Manastir il 22 novembre 1908, scelse l'alfabeto latino come scrittura standard.

### 1909-1918, Mehmed V
Dopo l'incidente del 31 marzo del 1909, il sultano Abdul Hamid II fu rovesciato.

#### Revisione costituzionale
Il 5 Agosto 1909, la costituzione fu rivista e venne concessa dal nuovo sultano Mehmed V. Questa costituzione rivista, come quella precedente, proclamava l'uguaglianza di tutti i soggetti in materia di tasse, servizio militare (consentendo per la prima volta ai cristiani di entrare nell'esercito) e diritti politici. La nuova costituzione fu percepita come un grande passo per l'istituzione di una legge comune per tutti i soggetti. La posizione del sultano venne notevolmente ridotta a livello nominale, pur mantenendo alcuni poteri costituzionali, come la capacità di dichiarare guerra. La nuova costituzione, mirata a portare più sovranità al popolo, non poteva affrontare alcuni servizi pubblici, come il debito pubblico ottomano, la banca ottomana o l'amministrazione del debito pubblico ottomano a causa del loro carattere internazionale. Lo stesso valeva per la maggior parte delle società che erano state create per eseguire lavori pubblici come ferrovia di Baghdad, il commercio di tabacco e sigarette di due società francesi, la Société Regie e la Narquileh Tobacco.

#### Guerra italiana, 1911

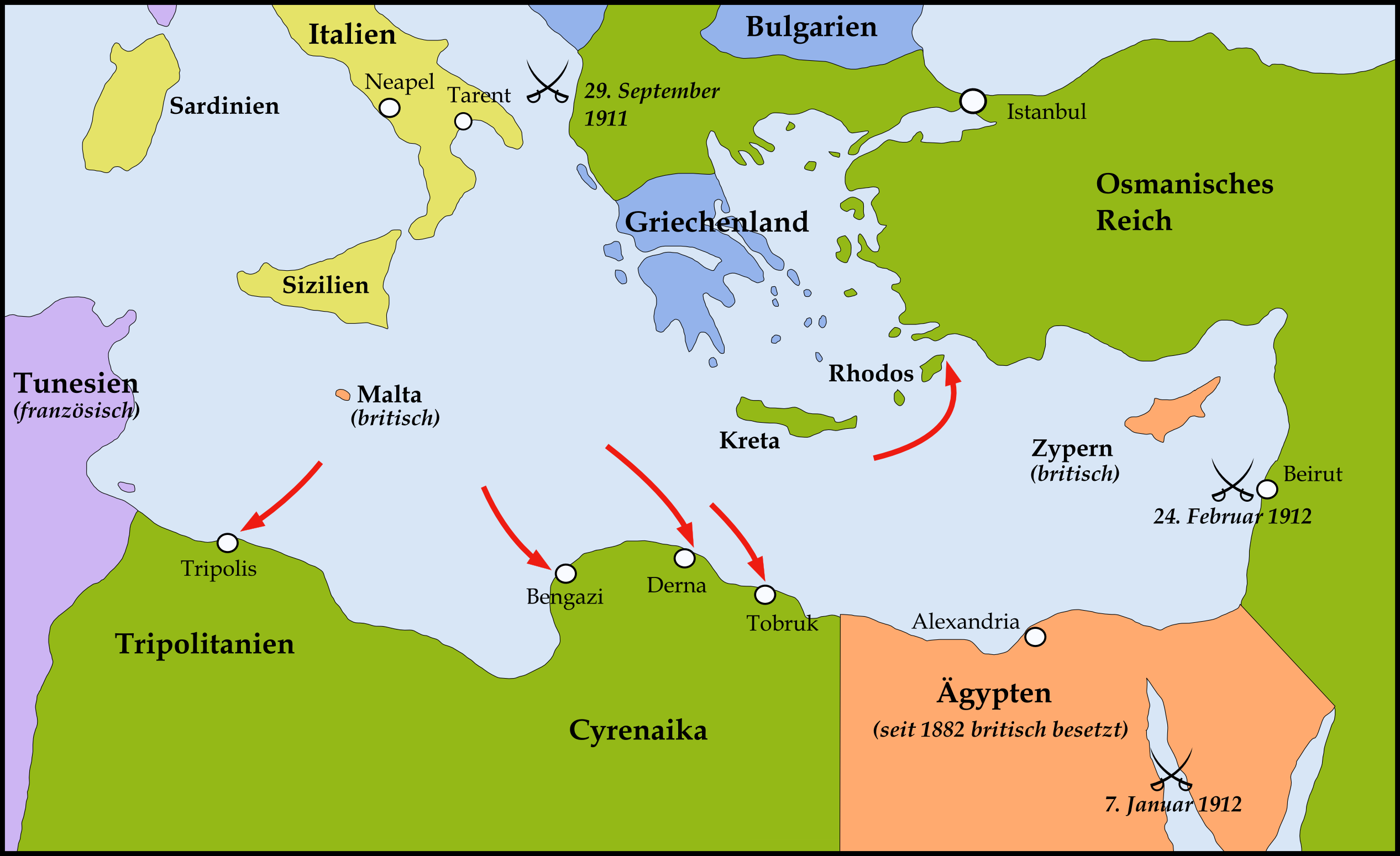
Sbarchi italiani in Libia e a Rodi.

L'Italia dichiarò guerra all'impero, avviando la guerra italo-turca il 29 Settembre 1911, richiedendo Tripoli e la Cirenaica. La risposta dell'impero fu debole, e le forze italiane di conseguenza conquistarono tali aree dal 5 novembre di quell'anno (confermato da un atto del Parlamento italiano del 25 Febbraio 1912). Sebbene minore, il conflitto fu un importante precursore della guerra mondiale insieme all'acceso nazionalismo negli Stati balcanici.
Gli ottomani stavano perdendo il loro ultimo territorio africano direttamente governato. Vedendo con quanta facilità gli italiani avevano sconfitto gli ottomani disorganizzati, i membri della Lega dei Balcani attaccarono l'impero prima che la guerra con l'Italia fosse finita.
Il 18 ottobre 1912, l'Italia e l'impero firmarono un trattato a Ouchy, vicino a Losanna. Spesso chiamato trattato di Ouchy, fu anche chiamato primo trattato di Losanna.

#### Elezioni e colpo di Stato del 1912
L'Unione liberale era al potere quando scoppiò la prima guerra balcanica in ottobre. Il Comitato per l'Unione e il Progresso vinse in maniera schiacciante le elezioni generali ottomane del 1912. In queste elezioni il CUP provò a realizzarsi in un vero partito politico. Il decentramento (posizione affermata dell'Unione liberale) fu respinto e tutti gli sforzi furono diretti verso la razionalizzazione del governo e dell'amministrazione (burocrazia) e il rafforzamento delle forze armate. Il CUP non è scese a compromessi con i partiti di minoranza come lo erano stati i loro predecessori. I primi tre anni di relazioni tra il nuovo regime e le Grandi Potenze furono demoralizzanti e frustranti. Le Potenze si rifiutarono di fare qualsiasi concessione sulle Capitolazioni e l'allentamento sulla presa sugli affari interni dell'Impero.

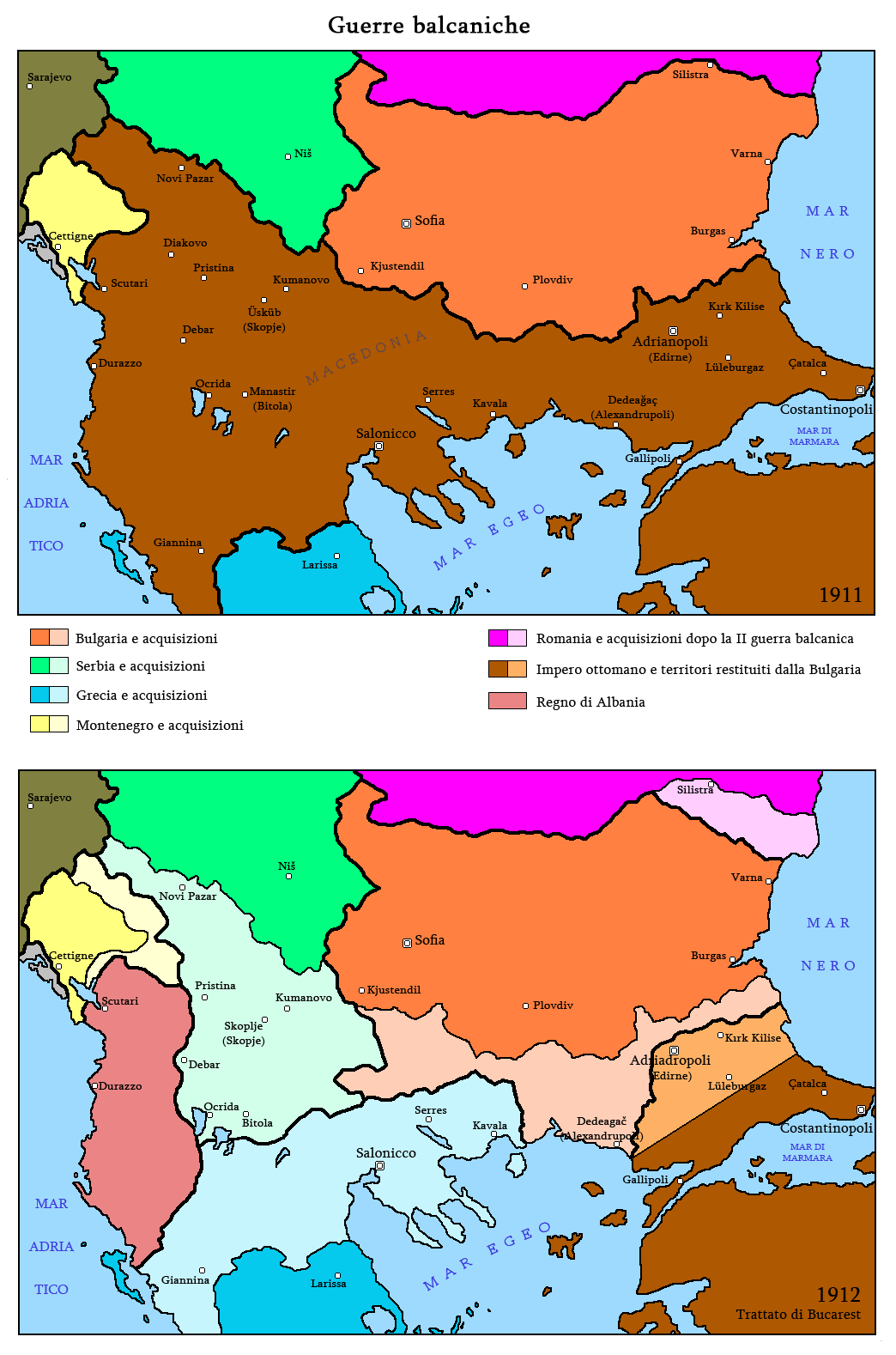
Le conquiste territoriali degli stati balcanici dopo le guerre balcaniche.

Quando la guerra contro l'Italia e le operazioni di contro-insurrezione in Albania e Yemen si avvicinavano al fallimento, un certo numero di ufficiali militari di alto rango, insoddisfatti del controproducente coinvolgimento politico in queste guerre, formarono un comitato politico nella capitale. Definendosi come Gruppo degli Ufficiali Liberatori o Ufficiali del Salvatore, i suoi membri erano impegnati a ridurre il controllo autocratico esercitato dal CUP sulle operazioni militari. Sostenuti dall'Unione liberale in parlamento, questi ufficiali minacciavano azioni violente a meno che le loro richieste non fossero state esaudite. Said Pasha si dimise da Gran Visir il 17 Luglio 1912, e il governo cadde. Ahmet Muhtar Pasha formò un nuovo governo, il cosiddetto "Grande governo" i cui membri erano statisti prestigiosi e tecnocratici e ottennero facilmente il voto di fiducia. Il CUP fu escluso dai posti di gabinetto.
Il 9 agosto 1912 si verificò il terremoto di Mürefte che causò 216 vittime. Gli squadroni dell'aviazione ottomana furono costituiti in gran parte sotto la guida francese nel 1912.

### Guerre balcaniche, 1912-1913
I tre nuovi stati balcanici formati alla fine del XIX secolo e il Montenegro, dietro ai loro argomenti nazionalistici, cercarono altri territori dalle regioni di Albania, Macedonia e Tracia. L'emersione incompleta di questi stati-nazione ai margini dell'Impero durante il XIX secolo pose le basi delle guerre balcaniche. Il 10 ottobre 1912 fu consegnata la nota collettiva dei poteri. Il CUP rispose alle richieste delle potenze europee sulle riforme in Macedonia il 14 ottobre. Prima che potessero essere intraprese ulteriori azioni, scoppiò la guerra.
Mentre le potenze chiedevano all'Impero di riformare la Macedonia, sotto l'incoraggiamento della Russia, furono conclusi una serie di accordi: tra Serbia e Bulgaria a marzo 1912, tra Grecia e Bulgaria nel maggio 1912 e il Montenegro che successivamente concluse accordi con Serbia e Bulgaria rispettivamente nell'ottobre 1912. L'accordo serbo-bulgaro richiedeva specificamente la spartizione della Macedonia che portò alla prima guerra balcanica. Scoppiò una rivolta nazionalista in Albania e l'8 ottobre e la Lega balcanica, composta da Serbia, Montenegro, Grecia e Bulgaria, attaccò congiuntamente l'Impero, dando inizio alla prima guerra balcanica. La forte marcia delle forze bulgare in Tracia spinse gli eserciti ottomani alle porte di Costantinopoli. Presto seguì la seconda guerra balcanica. L'Albania dichiarò l'indipendenza il 28 novembre.

L'impero concordò un cessate il fuoco il 2 dicembre e le perdite del proprio territorio furono finalizzate nel 1913 nei trattati di Londra e Bucarest. L'Albania divenne indipendente e l'Impero perse quasi tutto il suo territorio europeo (Kosovo, Sangiaccato di Novi Pazar, Macedonia e Tracia occidentale). Questi trattati comportarono la perdita dell'83% del territorio ottomano europeo e quasi il 70% della loro popolazione europea.

### Conflitti intercomunitari, 1911-1913
Nel biennio tra settembre 1911 e settembre 1913 la pulizia etnica mandò centinaia di migliaia di rifugiati musulmani, o muhacir, a riversarsi nell'Impero, aggiungendo un ulteriore fardello economico e mettendo a dura prova il tessuto sociale. Durante le guerre, la penuria di cibo e le centinaia di migliaia di rifugiati colpirono l'impero. Dopo la guerra ci fu una violenta espulsione dei contadini musulmani della Tracia orientale.

### Cessione del Kuwait e dell'Albania, 1913
La Convenzione anglo-ottomana del 1913 fu un accordo di breve durata firmato a luglio 1913 tra il sultano ottomano Mehmed V e gli inglesi relativo a diverse questioni. Lo status del Kuwait divenne l'unico risultato duraturo, poiché determinò l'indipendenza formale dello stato.
L'Albania era sotto il dominio ottomano dal 1478 circa. Quando Serbia, Montenegro e Grecia rivendicarono le terre popolate dagli albanesi durante le guerre balcaniche, gli albanesi dichiararono l'indipendenza. Le Grandi potenze europee approvarono un'Albania indipendente nel 1913, ma dopo la seconda guerra balcanica venne lasciata fuori dal confine albanese più della metà della popolazione albanese mentre le loro terre erano divise tra Montenegro, Serbia e Grecia. Furono assistiti da Aubrey Herbert, un parlamentare britannico che sostenne con passione la loro causa a Londra. Di conseguenza, ad Herbert fu offerta la corona d'Albania, ma venne dissuaso dal primo ministro britannico, H.H. Asquith, dall'accettare. L'offerta andò invece a Guglielmo di Wied, principe tedesco che accettò e divenne sovrano del nuovo Principato d'Albania. I vicini dell'Albania erano tuttavia sempre interessati su questo nuovo Stato in gran parte musulmano. Il giovane Stato, tuttavia, crollò a poche settimane dallo scoppio della guerra mondiale I.

### CUP: ritorno al governo
A cavallo del 1913, l'esercito ottomano fallì nelle contro-insurrezioni nella periferia dell'Impero, la Libia fu ceduta all'Italia e la guerra nei Balcani scoppiò nell'autunno del 1912. I segni dell'umiliazione delle guerre balcaniche andarono a vantaggio del CUP. Le sconfitte cumulative del 1912 permisero al CUP di prendere il controllo del governo.
Il Partito Liberale dell'Unione presentò la proposta di pace al governo ottomano come iniziativa collettiva, che fu quasi immediatamente accettata sia dal governo ottomano che dalla stragrande maggioranza del parlamento il 22 gennaio 1913. Il colpo di Stato ottomano del 1913 (23 gennaio), fu effettuato da un numero di membri del CUP guidati da Ismail Enver Bey e Mehmed Talaat Bey, in cui il gruppo fece un raid a sorpresa contro gli edifici governativi centrali ottomani, la Sublime Porta (in turco Bâb-ı Âlî). Durante il colpo di Stato, fu assassinato il ministro della Marina Nazim Pasha e il Gran Visir, Kâmil Pasha, fu costretto a dimettersi. Il CUP stabilì un controllo più stretto sul vacillante stato ottomano. Mahmud Sevket Pasha fu assassinato solo 5 mesi dopo il colpo di Stato di giugno 1913. I sostenitori del LUfurono coinvolti nell'assassinio. Cemal Pasha fu responsabile dell'esecuzione della vendetta. L'esecuzione di ex funzionari era stata un'eccezione sin dal periodo del Tanzimat (1840) poiché la punizione era l'esilio.
Nel maggio 1913 la Missione militare tedesca assegnò a Otto Liman von Sanders il compito di addestrare e riorganizzare l'esercito ottomano. Otto Liman von Sanders fu incaricato di riorganizzare la Prima Armata, in modo tale da replicare il suo modello ad altre unità; come consigliere prese il comando di questo esercito a novembre 1914 e iniziò a lavorare sulla sua area operativa nei Dardanelli. Questo divenne uno scandalo e un fatto intollerabile per San Pietroburgo. L'impero russo sviluppò un piano per invadere e occupare il porto di Trebisonda sul Mar Nero o la città anatolica orientale di Bayezid per rappresaglia. Per risolvere la questione la Germania retrocesse Otto Liman von Sanders a un grado che poteva a malapena comandare un corpo d'armata. Se non si trovava una soluzione attraverso l'occupazione navale di Costantinopoli, la successiva idea russa fu quella di migliorare l'esercito russo del Caucaso.

#### Elezioni, 1914
L'Impero perse territorio nei Balcani, dove molti dei suoi elettori cristiani avevano sede prima delle elezioni del 1914. Il CUP compì sforzi per ottenere il sostegno nelle province arabe facendo gesti concilianti con i leader arabi. L'indebolimento del sostegno arabo al LU e la possibilità per il CUP di indire le elezioni ebbe la meglio. Dopo le elezioni del 1914, la struttura democratica aveva una migliore rappresentanza parlamentare; il parlamento emerso dalle elezioni del 1914 rifletteva una migliore composizione etnica della popolazione ottomana. C'erano più deputati arabi, che erano stati sottorappresentati nei parlamenti precedenti. Il CUP deteneva un governo di maggioranza. Il governo imperiale ottomano fu istituito a gennaio 1914. Ismail Enver divenne pascià e fu assegnato come ministro della guerra; Ahmet Cemal, che era il governatore militare di Costantinopoli, divenne ministro della Marina; e un funzionario postale Mehmed Talat Pasha, divenne ministro degli interni. Questi tre Pasha manterrebbero de facto il controllo dell'Impero come regime militare e quasi al pari della dittatura personale sotto Enver Pasha durante la prima guerra mondiale. Fino alle elezioni generali ottomane del 1919, qualsiasi altro contributo al processo politico fu limitato con lo scoppio della prima guerra mondiale. Il terremoto di Burdur si verificò il 4 ottobre 1914.

### Politica locale-regionale

#### Politica araba
La rivolta dei drusi di Hawran fu una violenta ribellione dei drusi nella provincia siriana, scoppiata nel 1909. La rivolta venne guidata dalla famiglia al-Atrash, con l'obiettivo di ottenere l'indipendenza. Una disputa di affari tra il capo druso Yahia bey Atrash nel villaggio di Basr al-Harir sfociò in uno scontro con le armi tra gli abitanti dei villaggi locali sostenuti dai drusi e dagli ottomani. Sia il cambiamento finanziario durante la seconda era costituzionale che il dilagare della tassazione, delle elezioni e della coscrizione, in aree già in fase di mutamento economico causato dalla costruzione di nuove ferrovie, provocò grandi rivolte, in particolare tra i drusi e quelli di Hawran. Sami Pasha al-Farouqi arrivò a Damasco nell'agosto 1910, a capo di un corpo di spedizione ottomano di circa 35 battaglioni. La resistenza crollò.
Nel 1911, intellettuali e politici musulmani formarono a Parigi la "Giovane Associazione Araba", un piccolo gruppo nazionalista arabo. Il suo scopo dichiarato era "elevare il livello della nazione araba al livello delle nazioni moderne". Nei primi anni della sua esistenza, al-Fatat chiese una maggiore autonomia all'interno di uno stato ottomano unificato piuttosto che l'indipendenza araba dall'impero. Al-Fatat ospitò il Congresso arabo del 1913 a Parigi, il cui scopo era quello di discutere le riforme desiderate con altri individui dissidenti del mondo arabo. Chiesero anche che i coscritti arabi dell'esercito ottomano non fossero tenuti a prestare servizio nelle regioni non arabe tranne che in tempo di guerra. Tuttavia, mentre le autorità ottomane reprimevano le attività e i membri dell'organizzazione, al-Fatat operò in clandestinità e chiese la completa indipendenza e unità delle province arabe.
Il movimento nazionalista divenne prominente durante questo periodo, ma va rilevato che tale movimento prevaleva tra i nobili arabi mentre gli arabi comuni si consideravano sudditi fedeli del Califfo. Gli inglesi, da parte loro, incitarono lo Sharif della Mecca a lanciare la rivolta araba durante la prima guerra mondiale.

#### Politica armena
Nel 1908, la Federazione rivoluzionaria armena (ARF) o Partito Dashnak abbracciò una posizione pubblica che avallava la partecipazione e la riconciliazione nel governo imperiale dell'Impero ottomano e l'abbandono dell'idea di un'Armenia indipendente. Stepan Zorian e Simon Zavarian gestirono la campagna politica per le elezioni ottomane del 1908. I lavoratori sul campo dell'ARF furono inviati nelle province che comprendevano significative popolazioni armene; per esempio, il patriota Drastamat Kanayan (chiamato comunemente Dro), si recò a Diyarbakir come organizzatore politico. Il Comitato Unione e Progresso poté solo portare 10 rappresentanti armeni ai 288 seggi nelle elezioni generali ottomane del 1908. Gli altri quattro armeni rappresentavano dei partiti senza affiliazione etnica. L'ARF era consapevole che le elezioni fossero un terreno instabile e mantennero intatti la propria direzione politica e un meccanismo di autodifesa, continuando a contrabbandare armi e munizioni.
Il 13 Nell'aprile del 1909, mentre Costantinopoli stava affrontando le conseguenze del colpo di stato ottomano del 1909, uno scontro violento, noto oggi come il massacro di Adana, scosse nel profondo le relazioni ARF-CUP. Le autorità ottomane di Adana introdussero le forze militari e sconfissero spietatamente entrambi i veri oppositori, massacrando allo stesso tempo migliaia di persone innocenti. Nel mese di luglio 1909, il governo del CUP annunciò i processi a vari funzionari governativi e militari locali, per "essere implicati nei massacri armeni".
Il 15 gennaio 1912, il parlamento ottomano si sciolse e le campagne politiche iniziarono quasi immediatamente. Andranik Ozanian partecipò alle guerre balcaniche del 1912-1913 insieme al generale Garegin Nzhdeh come comandante delle truppe ausiliarie armene. Andranik incontrò il rivoluzionario Boris Sarafov e i due impegnarono a lavorare insieme per i popoli oppressi di Armenia e Macedonia. Andranik partecipò alla prima guerra balcanica insieme a Garegin Nzhdeh come comandante in capo del 12º Battaglione di Lozengrad della Terza brigata della milizia macedone-adrianopolita al comando del colonnello Aleksandar Protogerov. Il suo distaccamento era composto da 273 volontari armeni. Il 5 maggio 1912, la Federazione rivoluzionaria armena interruppe ufficialmente le relazioni con il governo ottomano. Poco dopo l'inizio della guerra, emersero voci secondo cui gli armeni che combattevano insieme ai bulgari vicino Kavala avrebbero massacrato i musulmani. L'ARF smentì rapidamente.
In ottobre 1912, il catholicos Giorgio V d'Armenia intraprese dei negoziati con il generale Illarion Ivanovich Vorontsov-Dashkov per discutere le riforme armene all'interno dell'Impero russo. Nel dicembre 1912, Kevork V formò la delegazione nazionale armena e nominò Boghos Nubar. La delegazione si stabilì a Parigi. Un altro membro nominato della delegazione era James Malcolm che risiedeva a Londra e divenne l'uomo di punta della delegazione nei suoi rapporti con gli inglesi. All'inizio del 1913, la diplomazia armena doveva essere responsabile dei negoziati esteri con i governi europei, mentre il Consiglio politico "distaccato dalle Commissioni di Costantinopoli e Tblisi" doveva negoziare la questione delle riforme internamente con i governi ottomano e russo. Il pacchetto di riforme armene fu istituito nel febbraio 1914 in base alle disposizioni nominalmente stabilite nel Trattato di Berlino (1878) e nella Pace di Santo Stefano.
Durante la primavera del 1913, le province affrontarono rapporti sempre peggiori tra curdi e armeni che crearono un urgente bisogno per l'ARF di rilanciare la sua capacità di autodifesa. Nel 1913, il Partito socialdemocratico Hunchakian (seguito da altri partiti politici ottomani) cambiò la sua politica e smise di cooperare con il Comitato di Unione e Progresso, abbandonando il concetto di ottomanismo e sviluppando un proprio tipo di nazionalismo.

Il piano prevedeva l'unificazione dei sei vilayet con la nomina di un governatore cristiano e di un consiglio religiosamente equilibrato sulle province unificate, l'istituzione di una seconda gendarmeria sulla gendarmeria ottomana comandata da ufficiali europei, la legalizzazione della lingua e delle scuole armene e l'istituzione di una commissione speciale per esaminare le confische delle terre autorizzate ad espellere i rifugiati musulmani. La clausola più importante fu quella di obbligare le potenze europee a far rispettare le riforme, scavalcando i governi regionali.
Dalla fine di luglio al 2 agosto 1914 si svolse il congresso armeno di Erzurum. Vi fu un incontro tra il Comitato del progresso e dell'Unione e la Federazione rivoluzionaria armena. Il CUP chiese di incitare una ribellione degli armeni russi contro il regime zarista in Armenia russa, al fine di facilitare la conquista della Transcaucasia in caso di apertura della campagna del Caucaso. Nello stesso periodo, una riunione rappresentativa degli armeni russi si riunì a Tiflis, nell'Armenia russa. Lo zar chiese la lealtà e il sostegno dell'Armenia alla Russia nel conflitto. La proposta venne concordata e quasi 20.000 armeni risposero alla chiamata di formare le unità di volontari armeni all'interno dell'esercito russo del Caucaso, di cui solo 7.000 hanno ricevettero le armi. Il 2 novembre fu avviato il primo impegno della campagna del Caucaso (con l'offensiva Bergmann), e il 16 Dicembre 1914, l'Impero ottomano smantellò ufficialmente il pacchetto di riforme armene.

#### Politica curda
I primi curdi a sfidare l'autorità dell'Impero ottomano lo fecero principalmente come sudditi ottomani, piuttosto che come curdi in termini nazionali. Lavorarono con altri sudditi ottomani che erano in opposizione alle politiche del sultano Abdul Hamid II e nel 1889 formarono il CUP. Abdul Hamid rispose con una politica di repressione, ma anche di integrazione, cooptando importanti oppositori curdi nella struttura del potere ottomano con posizioni prestigiose nel suo governo. Questa strategia sembra avere avuto successo data la lealtà mostrata dalla cavalleria curda Hamidiye.
Nel 1908, dopo il rovesciamento del sultano, gli Hamidiye furono sciolti come forza organizzata, ma poiché erano "forze tribali" già prima del riconoscimento ufficiale da parte del sultano Abdul Hamid II nel 1892, rimasero come "forze tribali" dopo lo smembramento.
Shaykh Abd al Qadir nel 1910 fece appello al CUP per uno stato curdo autonomo a oriente. Nello stesso anno, Said Nursi viaggiò attraverso la regione di Diyarbakir ed esortò i curdi a unirsi e dimenticare le loro differenze, mentre continuava a rivendicare prudentemente la lealtà al CUP. Altri sceicchi curdi nella regione iniziarono a propendere per l'autonomia regionale. Durante questo periodo, i Badr Khan furono in contatto con gli sceicchi scontenti e i capi principali nell'estremo est dell'Anatolia, fino al confine iraniano, ma nell'ambito della secessione. Lo sceicco Abd al Razzaq Badr Khan formò alla fine un'alleanza con gli sceicchi Taha e Abd al Salam Barzani, un'altra potente famiglia.
Nel 1914, a causa di questa possibile minaccia curda e dei rapporti di alleanza con la Russia, le truppe ottomane si mossero contro tale alleanza. Due ribellioni brevi e minori, quelle di Barzan e Bitlis, furono rapidamente soppresse.

Nel 1914, il generale Muhammad Sharif Pasha offrì i suoi servizi agli inglesi in Mesopotamia. Altrove, i membri della famiglia Badr Khan mantennero stretti rapporti con i funzionari russi e discussero le loro intenzioni di formare un Kurdistan indipendente.

#### Politica yemenita
Il Vilayet dello Yemen era una divisione amministrativa di primo livello dell'Impero. Alla fine del XIX secolo, gli Zaydi si ribellarono contro l'Impero e l'Imam Mohammed ibn Yahya pose le basi di una dinastia ereditaria. Quando morì nel 1904, il suo successore Imam Yahya ibn Mohammed guidò la rivolta contro l'Impero nel 1904-1905 e li costrinse a concedere importanti concessioni agli Zaydi. Gli ottomani ritirarono il codice civile e ripristinarono la sharia nello Yemen. Nel 1906, i capi si ribellarono agli ottomani. Nel 1910 controllavano la maggior parte di Asir, ma alla fine furono sconfitti dall'esercito moderno ottomano e dalle forze Hejazi. Ahmed Izzet Pasha concluse un trattato con l'Imam Yahya nell'ottobre 1911, con il quale fu riconosciuto come capo temporale e spirituale degli Zaydi e gli fu concesso il diritto di nominare funzionari tra di loro e di riscuotere le tasse. Gli ottomani mantennero il loro sistema di governo nelle parti a maggioranza sunnita dello Yemen.
Nel marzo 1914, il trattato anglo-turco delimitò il confine tra lo Yemen e il protettorato di Aden. Questo rappresenta lo sfondo storico della successiva divisione in due stati yemeniti (fino al 1990).

#### Politica estera
Il sistema interstatale all'inizio del XX secolo era multipolare, senza uno o due stati preminenti. La multipolarità aveva tradizionalmente offerto agli ottomani la capacità di mettere a repentaglio un potere contro l'altro, cosa che a volte fecero con consumata abilità. Inizialmente, CUP e LU si rivolsero alla Gran Bretagna. La Germania aveva sostenuto il regime di Abdul Hamid II e acquisito una solida base. Incoraggiando la Gran Bretagna a competere contro la Germania e la Francia, l'Impero sperava di rompere la presa di Francia e Germania e acquisire una maggiore autonomia per la Porta. L'ostilità verso la Germania aumentò quando il suo alleato Austria-Ungheria annesse la Bosnia ed Erzegovina. Il filo-unionista Tanin arrivò al punto di suggerire che il motivo di Vienna nel portare a termine questo atto era di colpire il regime costituzionale e di assistere alla reazione al fine di provocarne la caduta.
Il successivo ministro degli Esteri, Mehmed Rifat Pasha, era un diplomatico di carriera di una famiglia di mercanti. IL CUP, che era prevalentemente civile, era risentito per l'intrusione dell'esercito nel governo. Il CUP, che prese il potere dal LU a gennaio 1913, era più che mai convinto che solo un'alleanza con la Gran Bretagna e l'Intesa potesse garantire la sopravvivenza di ciò che restava dell'Impero. A giugno, quindi, il tema di un'alleanza anglo-turca fu riaperto da Tevfik Pasha, che ribadì la sua proposta di ottobre 1911. Ancora una volta l'offerta venne rifiutata.
La fine del controllo finanziario e della supervisione amministrativa europea era uno degli obiettivi principali delle politiche del CUP. La Convenzione anglo-russa del 1907 portò in primo piano le instabili relazioni britannico-russe consolidando i confini che identificavano il loro rispettivo controllo in Persia e Afghanistan. Nel complesso, la Convenzione rappresentava una mossa attentamente calcolata da parte di ciascuna potenza in cui scelsero di valutare una forte alleanza sul potenziale controllo esclusivo su varie parti dell'Asia centrale. L'impero ottomano si trovava al crocevia dell'Asia centrale. La Convenzione servì da catalizzatore per la creazione di una "Triplice Intesa", che fu la base dell'alleanza dei paesi che si opponevano alle Potenze centrali. Il percorso dell'Impero ottomano nella prima guerra mondiale era stabilito con quell'accordo, che rientrava nel Grande Gioco.
Un modo per sfidare e minare la posizione dell'esercito era attaccare la Germania sulla stampa e sostenere l'amicizia con il rivale tedesco, la Gran Bretagna. Ma né la Gran Bretagna né la Francia risposero agli interessi amichevoli del CUP. In effetti, la Francia si risentì del desiderio del governo della Porta di acquisire autonomia finanziaria.
All'inizio del 1914 il governo ottomano si preoccupava di tre obiettivi principali. Il primo era il miglioramento delle relazioni con la Bulgaria; il secondo era incoraggiare il sostegno dei tedeschi e il terzo era concludere i negoziati con l'Europa sulla riforma armena.
Per quanto riguarda il primo, l'Impero ottomano e la Bulgaria mostrarono simpatia reciproca poiché furono insofferenti a causa dei territori persi con le guerre balcaniche (1912-1913). Inoltre non avevano buone relazioni con la Grecia. Fu quindi naturale e vantaggioso per loro lavorare per lo sviluppo di politiche che permettessero di ottenere reciprocamente una migliore posizione nella regione.
Per quanto riguarda la seconda, a cavallo del 1914 erano attive tre missioni militari. Queste erano la missione navale britannica guidata dall'ammiraglio Limpus, la missione gendarme francese guidata dal generale Moujen e la missione militare tedesca guidata da Colmar Freiherr von der Goltz. La missione militare tedesca divenne la più importante tra queste tre. La storia delle relazioni militari tedesco-ottomane risale al 1880. Il Gran Visir Said Halim Pasha (12 giugno 1913-4 febbraio 1917) e il ministro della guerra ottomano Ahmet Izzet Pasha (11 giugno 1913-3 gennaio 1914) furono determinanti per lo sviluppo delle relazioni iniziali. Il Kaiser Guglielmo II ordinò al generale Goltz di stabilire la prima missione tedesca. Il generale Goltz scontò due periodi in due anni. All'inizio del 1914, il ministro della guerra ottomano era un ex addetto militare a Berlino, Enver Pasha (che divenne poi un membro dei Tre Pasha). Più o meno nello stesso periodo, il generale Otto Liman von Sanders, venne nominato al comando della 1ª armata tedesca. Era il più grande posta nella parte europea. Il generale Liman von Sanders e Enver Pasha condividevano nella pratica la posizione di comandante in capo.
Per quanto riguarda il terzo, un pacchetto di riforme armene venne negoziato con l'Impero russo. La Russia, agendo per conto delle Grandi Potenze, svolse un ruolo cruciale nell'introdurre le riforme per i cittadini armeni dell'Impero. Il pacchetto di riforme, che fu consolidato a febbraio 1914 e si basava sulle disposizioni nominalmente stipulate nel Trattato di Berlino (1878) e nella di Pace di San Stefano. Secondo questa disposizione gli ispettori generali, i cui poteri e doveri costituivano la chiave della questione, dovevano essere nominati per un periodo di dieci anni e il loro incarico non doveva essere revocabile durante quel periodo.

#### Prima guerra mondiale
La storia dell'Impero ottomano durante la prima guerra mondiale iniziò con l'attacco ottomano alla costa russa del Mar Nero il 29 ottobre 1914. L'attacco spinse la Russia e i suoi alleati, Gran Bretagna e Francia, a dichiarare la guerra all'Impero ottomano a novembre 1914. L'Impero ottomano fu attivo nel teatro balcanico e nel teatro mediorientale. Quest'ultimo aveva cinque campagne principali: la campagna del Sinai e della Palestina, la campagna mesopotamica, la campagna del Caucaso, la campagna persiana e la campagna di Gallipoli. Vi erano anche diverse campagne minori: la campagna del Nordafrica, la campagna Araba e la campagna dell'Arabia meridionale. Ci furono diverse importanti vittorie ottomane nei primi anni della guerra, come la battaglia di Gallipoli e l'assedio di Kut. L'armistizio di Mudros venne firmato il 31 ottobre 1918, ponendo fine alla partecipazione ottomana alla guerra mondiale.

### 1918-1922 Mehmet VI
Poco prima della fine della prima guerra mondiale, Mehmet V morì e Mehmed VI divenne il nuovo Sultano.
L'occupazione di Costantinopoli avvenne in conformità con l'armistizio di Mudros, ponendo fine alla partecipazione ottomana alla prima guerra mondiale. L'occupazione ebbe due fasi: l'occupazione iniziale, dal 13 Novembre 1918 al 16 marzo 1920 e la seconda fase dal 16 marzo 1920 al Trattato di Sèvres. Nel 1918 Costantinopoli passò per la prima volta di mano dai turchi ottomani dalla conquista nel 1453. All'inizio di dicembre 1918 venne istituita un'amministrazione militare alleata. Hagia Sophia fu riconvertita in cattedrale dall'amministrazione alleata e l'edificio venne restituito temporaneamente al patriarca ecumenico greco ortodosso.
I membri del CUP furono sottoposti alla corte marziale durante le corti marziali turche del 1919-1920 con l'accusa di sovversione della costituzione, speculazione bellica e massacri sia di greci che di armeni La corte marziale divenne un palcoscenico per le battaglie politiche. I processi aiutarono il LU a sradicare il CUP dall'arena politica. La caduta del CUP permise al Palazzo di riprendere l'iniziativa, anche se solo per meno di un anno. Gli inglesi inoltre radunarono un certo numero di membri del governo imperiale e li internarono a Malta, solo per essere scambiati in futuro con prigionieri di guerra britannici senza ulteriori processi.
I membri screditati del regime ottomano furono ripristinati per formare governi effimeri e per condurre una diplomazia personalistica. In questo modo, Ahmet Tevfik Pasha formò due ministeri tra novembre 1918 e marzo 1919, seguito dal cognato di Abdul Hamid, Damat Ferid Pasha, che guidò tre gabinetti in sette mesi. Damad Ferid, avendo prestato servizio in missioni diplomatiche in tutta Europa durante l'era hamidiana e avendo conosciuto uomini di stato europei durante il proprio mandato come politico liberale, era considerato una risorsa nei negoziati per la sopravvivenza stessa dello stato e della dinastia ottomana.
Alla fine, le perdite militari distrussero l'impero. La fine arrivò proprio mentre le riforme ottomane stavano avendo il loro più grande successo. La rivoluzione dei giovani turchi del 1908 aveva tolto il vero potere del sultano (sebbene il sultanato fosse rimasto), che fu consegnato nelle mani del Comitato di Unione e Progresso.

#### Spartizione
Dopo la guerra, la dottrina dell'ottomanismo perse la sua credibilità. Poiché parti dell'Impero furono integrate nell'economia mondiale, alcune regioni (Balcani, Egitto, Iraq e Hejaz) stabilirono legami economici più stretti con Parigi e Londra, o anche con l'India britannica, piuttosto che con Costantinopoli (che intorno al 1930 fu definitivamente ribattezzata Istanbul).
La spartizione dell'Impero ottomano iniziò con il Trattato di Londra (1915) e continuò con accordi multipli per lo più bilaterali tra gli Alleati. L'accordo di pace iniziale con l'Impero ottomano fu l'Armistizio di Mudros. Esso fu seguito dall'occupazione di Costantinopoli. La divisione dell'Impero ottomano portò conflitti internazionali che furono discussi durante la Conferenza di pace di Parigi del 1919. L'accordo di pace, il Trattato di Sèvres, fu infine firmato dall'Impero ottomano (non ratificato) e dall'amministrazione alleata. Il risultato dell'accordo di pace fu che ogni gruppo indigeno dell'Impero avrebbe acquisito il proprio stato.

#### Trattato di Sèvres

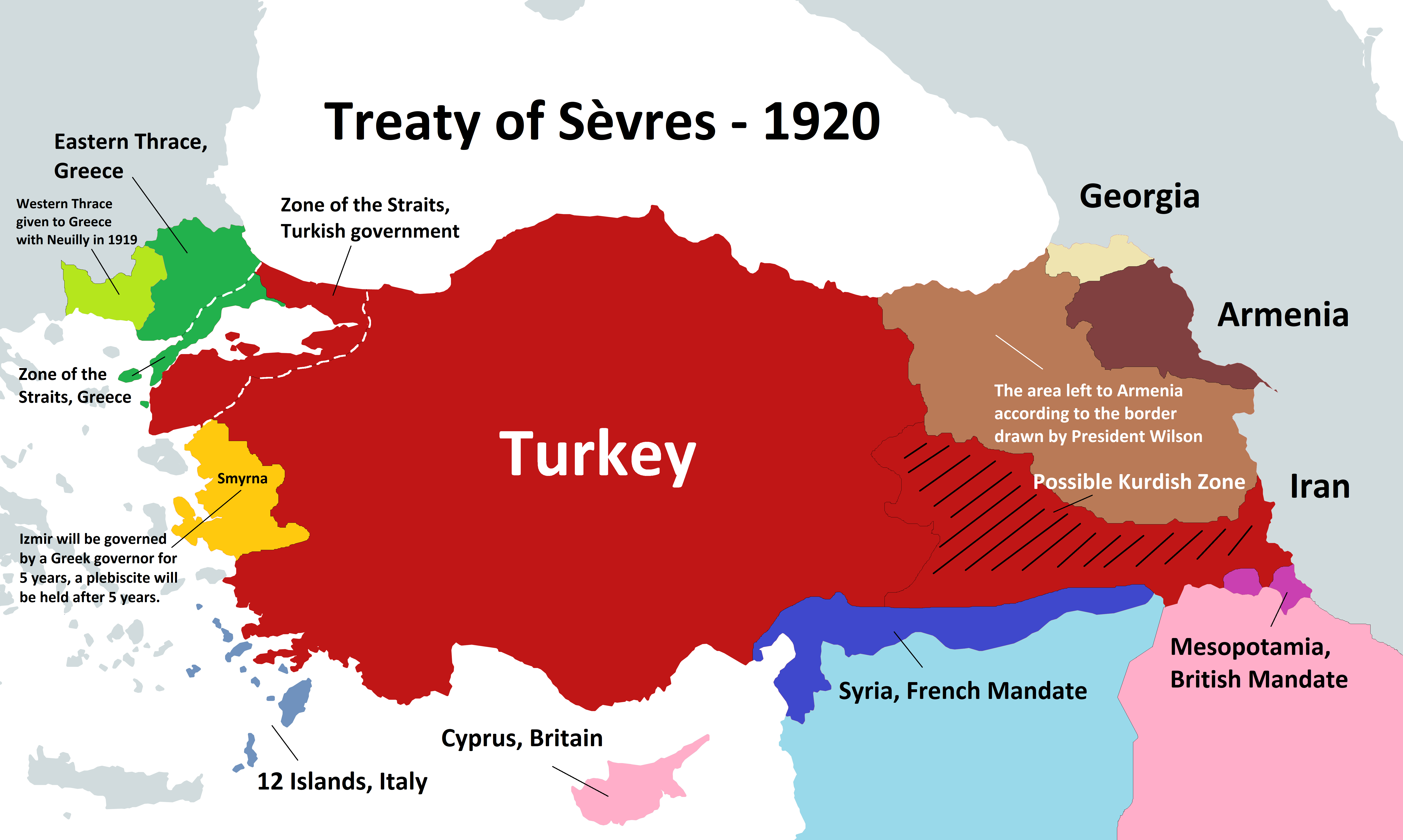
Confini della Turchia secondo il trattato di Sèvres (1920) che fu annullato e sostituito dal trattato di Losanna (1923) all'indomani della guerra d'indipendenza turca guidata da Mustafa Kemal Atatürk.

Il testo del trattato di Sèvres non fu reso pubblico agli ottomani fino a maggio 1920. Gli alleati decisero che l'Impero avrebbe governato solo l’area dell'Anatolia settentrionale e quella centrale. Contrariamente alle aspettative generali, il Sultanato non fu sciolto. Le rive del Bosforo e dei Dardanelli dovevano essere internazionalizzate, in modo da mantenere aperte gli sbocchi del Mar Nero. L'Anatolia occidentale doveva essere offerta alla Grecia e quella orientale data all'Armenia. La costa mediterranea, sebbene ancora facente parte dell'Impero, venne divisa tra due zone di influenza di Francia e di Italia. L'interno dell’Anatolia, la prima sede del potere ottomano dei sei secoli passati, avrebbe mantenuto la sovranità ottomana.
L'Organizzazione sionista mondiale venne fondata a Costantinopoli; Theodor Herzl aveva cercato di istituire la cancellazione del debito per il sultano Abdul Hamid II in cambio di terre palestinesi. Fino alla prima guerra mondiale le sue attività si concentrarono su questioni culturali, anche se gli obiettivi politici non furono mai assenti. Prima della prima guerra mondiale, i tentativi di Herzl di raggiungere un accordo politico con i governanti ottomani della Palestina non avevano avuto successo. Ma l'11 aprile 1909, venne fondata Tel Aviv alla periferia dell'antica città portuale di Giaffa. L'Organizzazione sionista mondiale sostenne gli insediamenti su piccola scala in Palestina e si concentrò sul rafforzamento del sentimento e della coscienza ebraica e sulla costruzione di una federazione mondiale. All'inizio della guerra mondiale, la maggior parte degli ebrei (e dei sionisti) sosteneva l'Impero tedesco nella sua guerra contro l'Impero russo. La dichiarazione Balfour (datata 2 novembre 1917) e Henry McMahon avevano scambiato delle lettere con Hussein bin Ali, Sharif della Mecca riguardo al futuro status politico dei territori arabi del Vicino Oriente.
L'idea di uno stato armeno indipendente tra gli armeni russi sopravvisse alla fine dell'Impero ottomano attraverso la Prima Repubblica di Armenia, per essere poi adottata dai bolscevichi.
Nel 1918, il leader tribale curdo Sherif Pasha spinse gli inglesi ad adottare una politica a sostegno dello stato curdo autonomo. Suggerì che i funzionari britannici avrebbero dovuto assumere l'incarico di amministrare la regione. Durante la conferenza di pace di Parigi, fu raggiunto un accordo di pace curdo-armeno tra Sharif Pasha e rappresentanti armeni alla conferenza del 1919. Gli inglesi pensavano che questo accordo avrebbe aumentato la probabilità di stati curdi e armeni indipendenti e che quindi avrebbe creato una zona cuscinetto tra la Mesopotamia britannica e i turchi.
Alle forze arabe fu promesso uno stato che comprendesse gran parte della penisola arabica e della Mezzaluna Fertile; 
tuttavia, l'accordo Sykes-Picot tra Gran Bretagna e Francia prevedeva in segreto la divisione territoriale di gran parte di quella regione tra le due potenze imperiali.
Gli alleati dettarono i termini della spartizione dell'Impero ottomano con il trattato di Sèvres. Il parlamento ottomano nazionalista turco respinse questi termini, poiché non erano conformi alle condizioni del Parlamento per la spartizione, il Misak-ı Millî (Patto nazionale), pubblicato all'inizio del 1920. Il consenso ottomano non risultò possibile mentre il Parlamento rimase intransigente.
A seguito della conferenza di Londra del 4 marzo 1920, gli alleati decisero di sopprimere attivamente l'opposizione nazionalista turca al trattato. Il 14 marzo 1920, le truppe alleate si trasferirono per occupare gli edifici chiave e arrestare i nazionalisti a Costantinopoli. Il Parlamento si riunì un'ultima volta il 18 marzo 1920 prima di essere sciolto dal sultano Mehmed VI l'11 aprile 1920. I nazionalisti si trasferirono ad Ankara e formarono un nuovo governo.
Gli Alleati furono liberi di trattare direttamente con il Sultano. Mehmed VI firmò il trattato il 10 agosto 1920. Il governo imperiale di Costantinopoli tentò senza successo di convocare il Senato per ratificare il trattato; la sua legittimità fu fatalmente minata dal rifiuto dei nazionalisti turchi di cooperare. La conseguente guerra d'indipendenza turca e la successiva vittoria nazionalista impedirono in modo permanente la ratifica del trattato.
La guerra d'indipendenza turca si concluse del controllo dei nazionalisti turchi di gran parte dell'Anatolia. Il 1º novembre 1922 il governo provvisorio turco dichiarò formalmente l'abolizione del sultanato ottomano e, con esso, dell'Impero ottomano. Mehmed VI lasciò Costantinopoli e andò in esilio il 17 novembre 1922. Gli alleati e i turchi si incontrarono a Losanna, in Svizzera, per discutere una sostituzione del trattato di Sèvres non ratificato.

## Fine dell'Impero ottomano
Il conseguente trattato di Losanna assicurò il riconoscimento internazionale del nuovo stato turco e dei suoi confini. Il trattato fu firmato il 24 luglio 1923 e ratificato in Turchia il 23 agosto 1923. La Repubblica di Turchia fu formalmente dichiarata il 29 ottobre 1923.
L'anno successivo il 23 aprile 1924, la repubblica dichiarò l'ex sultano (con altre 150 personalità), persona non grata. La maggior parte di queste restrizioni fu revocata il 28 giugno 1938.

## Galleria d'immagini

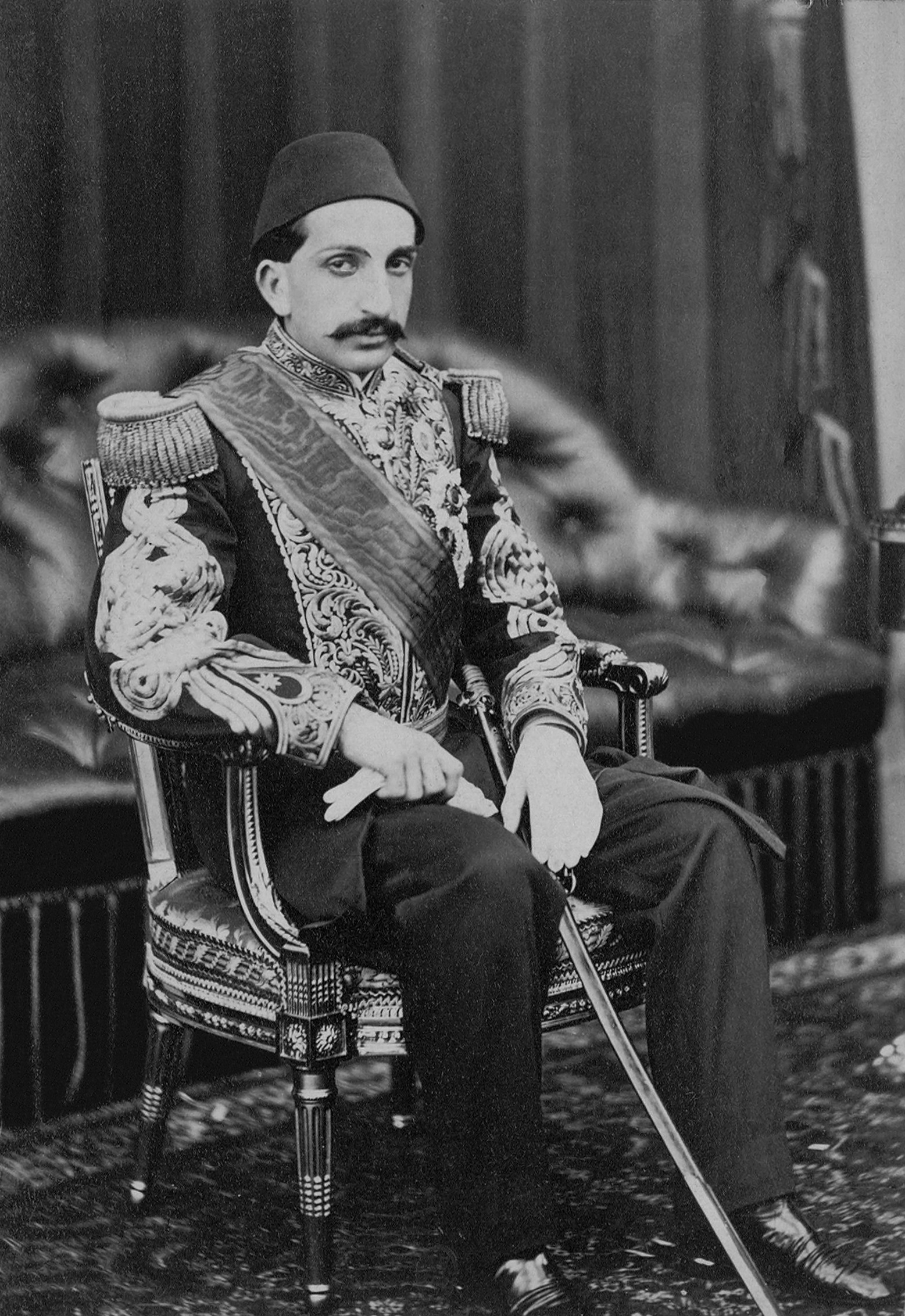
Abdülhamid II
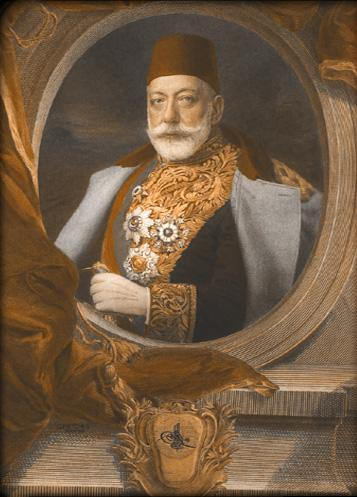
Mehmed V
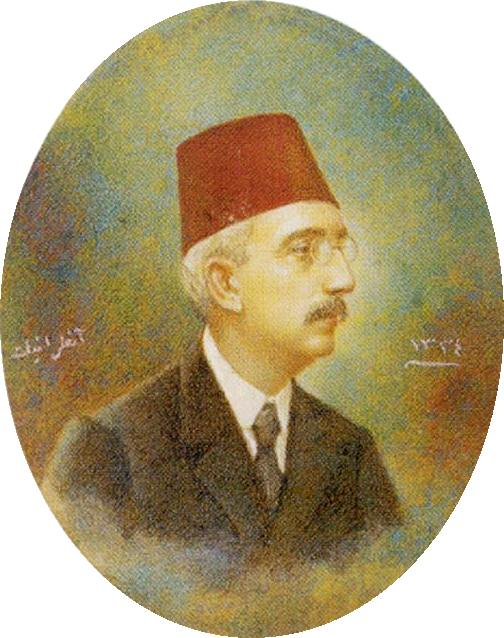
Mehmed VI